# Kleomédés
Kleomédés (řecky Κλεομήδης) byl starověký řecký astronom a matematik. Je po něm pojmenován měsíční kráter Cleomedes.
Není přesně známo, kdy se narodil a zemřel. Ve svých spisech se odvolává na Poseidónia a Hipparcha, takže mohl žít nejdříve v 1. století př. n. l. Thomas Heath klade jeho působení do období na přelomu letopočtu a argumentuje tím, že Kleomédés nikde nezmiňuje Klaudia Ptolemaia, takže musel být jeho předchůdcem. Naproti tomu Otto Neugebauer podle postavení hvězd uvedeného v Kleomédově díle usuzuje, že muselo být napsáno až okolo roku 370. Kleomédes údajně pocházel z města Lysimachia na poloostrově Gallipoli.
Z Kleomédových prací se zachoval pouze dvousvazkový naučný spis O kruhových pohybech nebeských těles (Κυκλικὴ θεωρία μετεώρων, De motu Circulari Corporum Caelestium). Dokazuje v něm, že Země je kulatá, popisuje zatmění Měsíce, pokouší se odhadnout velikost Slunce a hvězd, zmiňuje se o astronomické refrakci a vysvětluje vznik měsíční iluze. Díky této knize je také známa metoda, kterou Eratosthenés z Kyrény stanovil obvod Země.
Ve filosofii se Kleomédés hlásil ke stoicismu a pokoušel se vyvrátit učení epikurejců.